# Dolan Springs
Dolan Springs es un lugar designado por el censo ubicado en el condado de Mohave en el estado estadounidense de Arizona. En el Censo de 2010 tenía una población de 2033 habitantes y una densidad poblacional de 13,5 personas por km².

## Geografía
Dolan Springs se encuentra ubicado en las coordenadas 35°35′26″N 114°17′7″O / 35.59056, -114.28528. Según la Oficina del Censo de los Estados Unidos, Dolan Springs tiene una superficie total de 150.54 km², de la cual 150.54 km² corresponden a tierra firme y (0%) 0 km² es agua.

## Demografía
Según el censo de 2010, había 2.033 personas residiendo en Dolan Springs. La densidad de población era de 13,5 hab./km². De los 2.033 habitantes, Dolan Springs estaba compuesto por el 90.65% blancos, el 0.79% eran afroamericanos, el 1.08% eran amerindios, el 0.54% eran asiáticos, el 0.1% eran isleños del Pacífico, el 4.53% eran de otras razas y el 2.31% pertenecían a dos o más razas. Del total de la población el 11.36% eran hispanos o latinos de cualquier raza.